# Некрасово (Бабаєвський район)
Некрасово — присілок в Бабаєвському районі Вологодської області Росії.
Входить до складу Борисовського сільського поселення (Борисівська сільрада).
Відстань автодорогою до районного центру Бабаєво — 66 км, до центру муніципального утворення села Борисово-Судське по прямій — 4 км. Найближчі населені пункти — с. Заніно, с. Порошино, с. Харчевня. Станом на 2002 рік проживало 12 чоловік.